# Makuhari Messe
Makuhari Messe (幕張メッセ) là một trung tâm hội nghị nằm ở khu Mihama-ku, Thành phố Chiba, ở phía tây bắc của tỉnh Chiba, bên ngoài Tokyo, Nhật Bản. Khu phức hợp được thiết kế bởi Maki Fumihiko, và được kết nối bằng hệ thống đường sắt của Tokyo. Makuhari là tên của khu vực xây dựng khu phức hợp, và Messe là một từ tiếng Đức có nghĩa là "hội chợ thương mại".
Trung tâm hội nghị được khánh thành vào ngày 9 tháng 10 năm 1989. Nơi đây tổ chức nhiều sự kiện công nghệ cao.
Đây là địa điểm tổ chức một số nội dung thi đấu các môn thể thao tại Thế vận hội Mùa hè 2020 và Thế vận hội Người khuyết tật Mùa hè 2020.